# 国際情報学部
国際情報学部（こくさいじょうほうがくぶ）とは国際情報学を教育研究する事を目的として大学に置かれる学部の名称。

## 設置校
- 中央大学
- 金城学院大学